# Gustav Tschermak
Gustav Tschermak, Edler von Seysenegg, född 19 april 1836 i Littau, Mähren, död 4 maj 1927 i Wien, var en österrikisk mineralog. Han var far till Armin och Erich Tschermak von Seysenegg.
Tschermak blev 1861 privatdocent i Wien och antogs 1862 till kustos vid hovmineraliekabinettet där och var denna samlings föreståndare 1868-77. Han var professor vid universitetet i Wien 1868-1906 och företog studieresor i stora delar av Europa. Han invaldes 1875 i Österrikes vetenskapsakademi, tilldelades 1878 hovråds titel och adlades 1906. År 1905 blev han ledamot av svenska Vetenskapsakademien.
I avhandlingar av mineralogiskt och kristallografiskt innehåll ordnade och belyste han så viktiga grupper som fältspat (1864), hornblände och augit (1872), glimmer (1877) och klorit (1890-91). Han bedrev även forskning om meteoriter och utgav tidskriften "Mineralogische und petrographische Mittheilungen".